# Alosa fallax
Alosa fallax, conosciuta comunemente come cheppia, è un pesce anadromo della famiglia Clupeidae.

## Distribuzione ed habitat
Questa specie è diffusa nel Mediterraneo occidentale, nel Mar Nero, nell'Atlantico orientale tra il Marocco e la Norvegia, in parte del Mare del Nord e nel Mar Baltico; è rara nel Mar di Marmara.
La cheppia nasce nei fiumi e si reca in mare quando raggiunge i 14 cm e ha 34-115 giorni di vita. Poi ritorna negli ambienti lotici quando è matura sessualmente (i maschi a 2-9 anni, le femmine a 4-5).
Nel periodo riproduttivo risale i corsi d'acqua dolce che sfociano nel Mediterraneo, nel Mar Baltico e nell'Oceano Atlantico.
In Italia esistono alcuni siti riproduttivi d'elezione, come Canalbianco, Magra e fiume Taro.

## Descrizione
Il corpo è di forma ovale, alto e compresso lateralmente, soprattutto nella parte ventrale, e coperto da scaglie (vedi se cicloidi, ganoidi o cosa) lassamente impiantate nel derma e facilmente asportabili con la manipolazione. La linea laterale è assente e sull’occhio è presente una palpebra adiposa, spessa e trasparente membrana verticale che ricopre la parte anteriore e posteriore dell’occhio costituita da tessuto di consistenza gelatinosa. Sugli opercoli sono presenti evidenti striature raggiate. La bocca è terminale (posta all’estremità anteriore del pesce) con rima buccale inclinata verso l’alto e mascella incisa nella parte mediana. La carena ventrale è formata da scudi ossei recanti una spina rivolta all’indietro, in numero di 18-24 anteriormente alle pinne ventrali e 13-20 scudi posteriormente ad esse. Il peduncolo caudale è sottile e la pinna caudale è omocerca incavata biloba, con una profonda incisura tra i due lobi. Al margine posteriore del peduncolo caudale, su ciascun lato, una coppia di scaglie allungate si estende all’indietro sopra i raggi della pinna caudale. Il colore del corpo è grigio azzurro, con macchie nerastre tondeggianti in fila lungo la parte mediana dei fianchi, in numero variabile da quattro a otto, di dimensione decrescente verso la coda. Il ventre è bianco argenteo. La lunghezza media degli adulti maschi è 35-40 cm, anche 50 nelle femmine. Le maggiori dimensioni segnalate sono di 60 cm per 1,5 kg. La pinna dorsale misura 13-16 cm, l’anale 18-22 cm.
Può vivere 9 anni, ma nel fiume Severn è stato trovato un individuo di 12. Per misurare l'età si contano gli anelli delle scaglie.

## Riproduzione
Gli esemplari adulti affrontano, come già detto, una pericolosa risalita delle acque fluviali per giungere a laghi o a tratti fluviali caratterizzati da ghiareti dove avviene corteggiamento e riproduzione. Vengono deposte 25000-675000 uova di 1,7-4,5 mm in buche nella ghiaia o nella sabbia. Le uova si schiudono in una settimana e nascono piccole larve di 4-12 mm. La riproduzione è associata a temperature di 10-12 °C e in anni caldi inizia anche un mese prima. La riproduzione avviene in gruppo anche a 400 km dal mare.

## Alimentazione
La cheppia ha un'alimentazione da predatore: si nutre di uova e avannotti, nonché di piccoli pesci (aringhe, acciughe, spratti, cepole, ghiozzi del genere Gobius, rossetti, boghe, zerri), decapodi, misidiacei, isopodi, ostracodi, ciclopoidi, calanoidi, ditteri, molluschi come Hydrobia e anellidi. Negli stomaci sono stati trovati residui di plastica e piante. I giovani si nutrono soprattutto di invertebrati, specialmente lo zooplancton degli estuari. Molti individui, durante la migrazione nei fiumi, non si alimentano.

## Pesca
È oggetto di pesca sportiva con la tecnica dello spinning e della mosca soprattutto durante la risalita riproduttiva dei fiumi. La sua difesa dopo l'abboccata è molto vigorosa. Le carni sono saporite ma poco apprezzate perché molto ricche di spine.
Dal momento che la specie è considerata a rischio di estinzione e per questo specie di Interesse Comunitario (direttiva Habitat) in Emilia Romagna la pesca sportiva è regolamentata al fine di proteggerla: in caso di cattura è obbligatorio il rilascio del pesce vivo durante tutto l'anno in tutte le acque interne della Regione. Inoltre visto che le ultime zone di frega in sponda destra del fiume Po sono in Provincia di Parma, al fine di tutelare in modo particolare le freghe, in tutte le acque della zona omogenea "B" della Provincia di Parma (dalla via Emilia fino al fiume Po) dal 1º aprile al 30 giugno, la pesca con esche artificiali (mosche secche e sommerse, cucchiaini rotanti ed ondulanti, pesci finti, ecc.) è consentita con una sola esca artificiale munita di un amo singolo senza ardiglione o con ardiglione opportunamente schiacciato. Nel suddetto periodo è altresì consentito l’uso di una sola esca artificiale metallica di peso uguale o superiore ai 28 gr., o di gomma, plastica o legno o di altri materiali di lunghezza pari o superiore ai 10 cm armata con ami muniti di ardiglione.